# Jeune Femme sur son lit de mort
La Jeune femme sur son lit de mort est une peinture réalisé par un peintre anonyme flamand au XVIIe siècle.

## Description et analyse
Le tableau représente une jeune femme décédée, une inscription rédigée en latin sur le verso de l'ouvrage indique que le modèle est une jeune femme morte à 25 ans, et que l’œuvre fut réalisée deux heures après sa mort en 1621.
Le tableau montre une vision réaliste de la mort, sans arrangement de la part du peintre. On peut noter l'absence d'éléments religieux, et la position du cadavre laisse encore transparaître les derniers efforts du corps pour se maintenir en vie avant de rendre le dernier souffle.

## Auteur
On ne sait pas concrètement qui est l'auteur de cette œuvre, on sait qu'il s'agit d'une production flamande, et l'on suppose qu'il pourrait s'agir d'une peinture de Cornelis de Vos, peintre flamand et baroque.